# Incident du Konarak

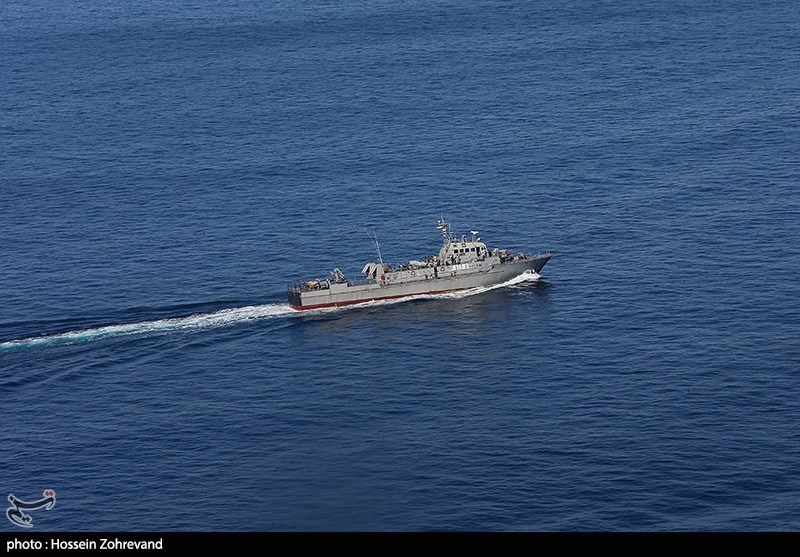
Le Konarak le 29 décembre 2019.

L'incident du Konarak est un incident de tir ami de la Marine de la république islamique d'Iran survenu le 10 mai 2020 dans le golfe d'Oman ayant provoqué la mort de 19 membres d'équipage et en blessant 15 autres. Le Konarak a été totalement endommagé et son épave a été remorquée jusqu'au port de Tchabahar (en).

## Déroulement

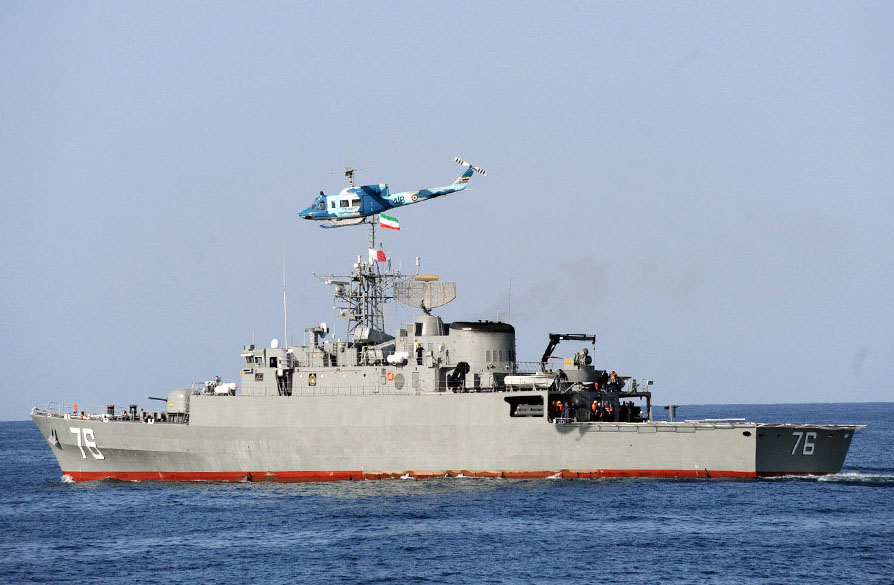
La frégate Jamaran.

Le 10 mai 2020 dans l’après-midi, le navire de soutien logistique léger Konarak de la classe Hendijan de conception néerlandaise déplaçant environ 500 tonnes entré en service en 1988 est touché par un tir ami lors d'un test de missile antinavire, peut-être une nouvelle version du Noor (inspiré du C-802 chinois), tiré par la frégate iranienne Jamaran dans le golfe d'Oman près de Bandar-e Jask (en) déplaçant 1 500 tonnes équivalent à une corvette dans les marines occidentales. Ce dernier navire est un symbole des efforts déployés par l'Iran pour renforcer ses capacités militaires maritimes de manière autonome ; il avait été inauguré par le Guide de la révolution islamique, Ali Khamenei, en 2010.
La télévision iranienne fait savoir que le Konorak a été touché « après avoir déplacé une cible d'exercice vers sa destination, sans créer suffisamment de distance entre lui et la cible ».
Dans la matinée du 11 mai 2020, le bilan officiel iranien est de 19 marins tués et 15 blessés. L'épave a été remorquée au port de Tchabahar où les blessés ont été transférés à l'hôpital.
Des images publiées par la Islamic Republic of Iran Broadcasting ont montré le navire lourdement endommagé à l'avant avec sa superstructure dévastée et la fumée visible des incendies.